# Stanisław Bukowiecki (zm. 1863)
Stanisław Bukowiecki (poległ pod Fajsławicami w 1863 roku) – rotmistrz w powstaniu styczniowym.
Był uczniem szkoły wojskowej w Cuneo. 